# Felsőbarakony
Felsőbarakony (régebben Barakony, románul Berechiu) falu Romániában, a Partiumban, Bihar megyében.

## Fekvése
Az Alföldön, a Nádas-ér mellett, Nagyszalontától és Cséffától északra, a román-magyar határtól 4 km-re keletre fekvő település. Legközelebbi magyarországi falu Biharugra.

## Története
A falu nevét 1332–1337 között a pápai tizedjegyzék már említette, mint magyar lakosságú egyházas helyet Johannes sacerdos de v. Barakun, Barkun neveken. Papja ekkor évente 8 garas pápai tizedet fizetett.
Barakony a kezdetektől fogva a székeskáptalan birtoka volt.
1910-ben 560 lakosából 30 fő magyar, 525 fő román volt. A falu lakói közül 20 fő római katolikus, 10 görögkatolikus, 523 görögkeleti ortodox volt.
A trianoni békeszerződés előtt Bihar vármegye Cséffai járásához tartozott.
A 2002-es népszámlálás szerint 362 lakója közül 325 fő (89,8%) román nemzetiségű, 34 fő (9,4%) cigány etnikumú, 2 fő (0,6%) szlovák, 1 fő (0,3%) pedig magyar volt.

## Nevezetességek
- Görögkeleti templomát - 1830-ban építették.